# Sacro GRA
Sacro GRA es un documental italiano de 2013 dirigido por Gianfranco Rosi. Ganó el León de Oro en la Mostra de Venecia. Fue el primer documental que ganó el Festival de Venecia.

## Argumento
La película describe la vida alrededor de la Grande Raccordo Anulare, la gran autopista que circunvala la ciudad de Roma. Rosi invirtió dos años en el rodaje y el montaje requirió ocho meses más. Según el director, el film está inspirado en la novela de Italo Calvino Las ciudades invisibles (1972), en la que el explorador Marco Polo explica sus viajes a través de los dominios del emperador de China Kublai Khan.